# Darren Caskey
Darren Caskey (Basildon, 21 agosto 1974) è un ex calciatore inglese, di ruolo centrocampista.

## Biografia
Suo figlio Jake è a sua volta un calciatore professionista.

## Carriera

### Giocatore

#### Club
Esordisce tra i professionisti nella stagione 1993-1994 all'età di 19 anni con la maglia del Tottenham, club della prima divisione inglese, anche se era aggregato alla prima squadra degli Spurs già dalla stagione precedente; nella sua prima stagione da professionista mette a segno 4 reti in 25 partite di campionato, oltre ad una rete in 5 presenze nelle coppe nazionali inglesi. Nella stagione successiva gioca invece solamente 4 partite, e nella seconda parte dell'annata viene anche ceduto in prestito al Watford, con cui realizza una rete in 6 presenze in seconda divisione. Nella stagione 1995-1996 è nuovamente agli Spurs, con cui gioca ulteriori 3 partite in prima divisione, venendo però ceduto a fine stagione al Reading, club di seconda divisione, con cui tra il 1996 ed il 1998 gioca in totale 57 partite in questa categoria; dal 1997 al 2001 gioca invece in terza divisione sempre con i Royals, che lascia nell'estate del 2001 dopo complessive 201 presenze e 35 reti in partite di campionato per accasarsi al Notts County, con cui gioca per un ulteriore triennio in terza divisione, nel quale totalizza complessivamente 114 presenze e 10 reti in partite di campionato. Nell'estate del 2004 viene tesserato dal Bristol City, club di terza divisione, che lascia però dopo poche settimane senza nemmeno aver esordito per accasarsi ai semiprofessionisti dell'Hornchurch, in Conference South (sesta divisione), dove realizza 6 reti in 15 presenze; sempre nel corso della stagione 2004-2005 è poi tesserato per alcuni mesi dal Peterborough Utd, club di terza divisione, con cui gioca 4 partite di campionato per passare poi al Bath City, nuovamente in Conference South, dove gioca però solamente una partita. Tra il gennaio ed il febbraio del 2005 gioca invece 6 partite in Conference South con l'Havant & Waterlooville, che lascia per trasferirsi ai V.B. Mariners, club della United Soccer Leagues First Division (seconda divisione statunitense). Nella stagione 2005-2006 torna poi a giocare nella Football League: mette infatti a segno una rete in 18 partite di campionato in Football League Two con i Rushden & Diamonds. Nella stagione 2006-2007 gioca invece in Conference North (sesta divisione) con il Kettering Town, mentre dal 2007 al 2009 milita nell'Halesowen Town in Southern Football League (settima divisione). Nella stagione 2009-2010, l'ultima in cui di fatto gioca una partita ufficiale (sarà in seguito tesserato del Gateshead alcuni anni dopo) gioca invece nuovamente in Conference North, con l'Ilkeston Town.

#### Nazionale
Nel 1993 ha partecipato agli Europei Under-18, vinti dalla sua nazionale; nel corso del torneo ha anche segnato una rete, realizzando un calcio di rigore decisivo nella finale del torneo contro la Turchia, vinta per 1-0. Tra il 1992 ed il 1993 ha inoltre giocato anche 9 partite nella nazionale Under-19, mentre sempre nel 1993 ha partecipato ai Mondiali Under-20.

### Allenatore
Nella stagione 2009-2010 è stato anche vice dell'Ilkeston Town; in seguito ha lavorato per diversi anni come vice di Gary Mills allo York City (dal 2010 al 2013 e nella stagione 2016-2017), al Gateshead (dal 2013 al 2015) ed al Wrexham (nella stagione 2015-2016); durante la sua permanenza al Gateshead per un periodo è anche stato tesserato come giocatore del club, anche se di fatto non ha disputato nessuna partita ufficiale.

## Palmarès

### Giocatore

#### Nazionale
- Europei Under-18: 1

1993

#### Individuale
- Squadra dell'anno della PFA: 1

1999-2000 (Division Two)